# Водное поло на летних Олимпийских играх 1912

## Медалисты
| Золото | Серебро | Бронза |
| Великобритания Чарльз Смит · Джордж Корнет · Джордж Уилкинсон · Чарльз Багби · Артур Хилл · Пол Радмилович · Айзек Бентхэм | Швеция Торстен Кумфельдт · Харальд Юлин · Макс Гумпель · Роберт Аднерссон · Понтус Хансон · Вильхельм Андерссон · Эрик Бергквист | Бельгия Альбер Дюран · Арман Доннерс · Виктор Боэн · Арман Мейбом · Жозеф Плетинк · Оскар Грегуар · Фелисьен Курбе · Жан Хоффман · Пьер Нейс |